# Пієдаді (район Жабуатана-дус-Гуарарапіса)
П'єдаді (порт. Piedade) — район міста Жабуатана-дус-Гуарарапіса, штат Пернамбуку, Бразилія, частина регіону Праяс (пляжі). У районі знаходиться однойменний пляж, продовження пляжу Бон-В'яжен, два пляжі, разом з пляжами районів Піна і Кандейлас, носять назву Канделярія. Район отримав назву від церкви Піедадської Богородиці, збудованої тут в 1648 році. Ця територія належала землевласникові Франсіску Гомісу, через це до 17 століття пляж району носив його ім'я.

## Ресурси Інтернету
- Мапа муніципалетету Жабоатан-дус-Гуарарапіс[недоступне посилання з квітня 2019]

| Бразилія | Це незавершена стаття з географії Бразилії. Ви можете допомогти проєкту, виправивши або дописавши її. |